# Саковые
Саковые (лат. Pitheciidae) — семейство приматов Нового Света. Эти маленькие либо средней величины приматы живут преимущественно на севере и в центральной части Южной Америки. К семейству относятся 43 ныне живущих вида, а также вымершая несколько тысяч лет назад группа антильских обезьян (Xenotrichini).

## Внешний вид
Величина представителей семейства саковых колеблется от 23 до 57 см. Хвост короток у рода какажао (меньше чем половина роста), у других представителей он по длине приблизительно соответствует длине тела. Масса составляет от 0,5 до 3,5 кг, причём у прыгунов (Callicebus) с максимумом 1,5 кг она значительно меньше, чем у представителей других родов. Шерсть плотная, иногда даже лохматая, а её окраска варьирует в зависимости от вида от чёрного и серо-коричневого цвета до белого. Части лица могут быть безволосые. Хвост, который используется не для хватания, а для баланса, полностью покрыт волосами. Зубная формула I2-C1-P3-M3, в целом саковые имеют 36 зубов. У представителей подсемейства Pitheciinae челюсть выдаётся вперёд, будучи приспособленной к жёсткому питанию: резцы большие и выпяченные, клыки массивные. Коренные зубы, наоборот, маленькие.

## Распространение
Саковые обитают только в Южной Америке. При этом наибольшее число видов встречается только в Амазонской низменности от южной Колумбии до Боливии и средней Бразилии. Лишь несколько видов прыгунов населяют леса побережья юго-восточной Бразилии. Жизненным пространством саковых являются леса, причём они могут обитать в совершенно разных типах лесов — от расположенных в глуби континента тропических дождевых лесов до горных и сухих лесов.

## Поведение

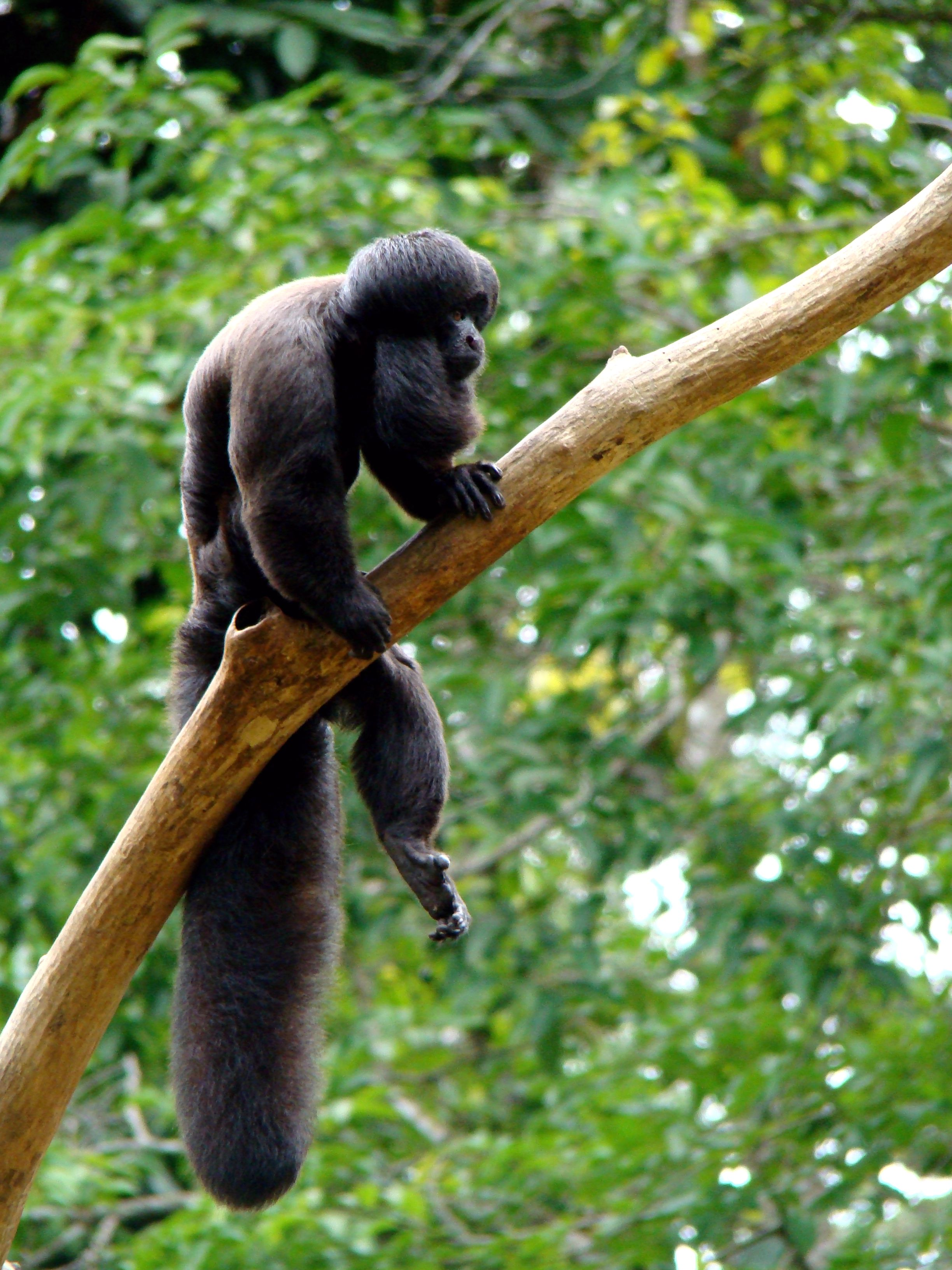
Черноспинный саки (Chiropotes satanas)

Саковые обезьяны активны в дневное время и обитают на деревьях. Они умеют хорошо лазать и проводят большую часть жизни в кронах. Они передвигаются на всех четырёх ногах и, в зависимости от вида, в том числе с помощью прыжков. Они живут в совместных группах, состав и величина которых может варьировать. Прыгуны и, вероятно, также саки часто образуют моногамные семейные группы, в которых партнёры часто остаются вместе на протяжении всей жизни. Красноспинные саки и какажао живут в больших группах до 50 животных, которые во время поисков пищи часто разделяются на более маленькие подгруппы и к вечернему времени вновь соединяются. Они общаются с помощью ряда звуков, для которых характерны высокие крики или почти птичье щебетание. Для прыгунов характерно утреннее дуэтное пение, которым оба партнёра одновременно отмечают свой ареал.

## Питание
Саковые — всеядные животные, которые питаются, однако, преимущественно растительной пищей. У прыгунов основную часть питания составляют плоды, которые дополняются листьями и другими частями растений. Представители подсемейства Pitheciinae питаются предпочтительно твердооболочными плодами и семенами, в незначительной мере употребляя также другие части растений. Насекомые и другие мелкие животные, а также иногда маленькие позвоночные составляют у всех саковых определённую, хоть и незначительную, часть пищи.

## Размножение
Саковые рождают на свет в большинстве случаев по одному детёнышу. Продолжительность беременности составляет примерно от 5 до 6 месяцев. У прыгунов отец перенимает основную ответственность для потомство, он носит детёныша на себе и передаёт его матери только для кормления грудью — поведение, которое наблюдается и у других обезьян Нового Света (ночных обезьян и игрунковых), но не у других саковых. После нескольких месяцев детёныш отвыкает от молочного питания, а по прошествии нескольких лет достигает половой зрелости. В человеческой опеке эти животные могут доживать до 35 лет, продолжительность жизни на воле в большинстве случаев не известна.

## Угрозы
Вырубка дождевых лесов и таким образом разрушение жизненного пространства саковых привели к тому, что несколько видов стали редкими, некоторую роль играет также охота на них. Также как у других животных часто находятся под угрозой виды с маленьким ареалом или специфическим предпочтением сферы обитания. В большей степени под угрозой состоят обитатели прибрежных лесов юго-востока Бразилии.

## Систематика

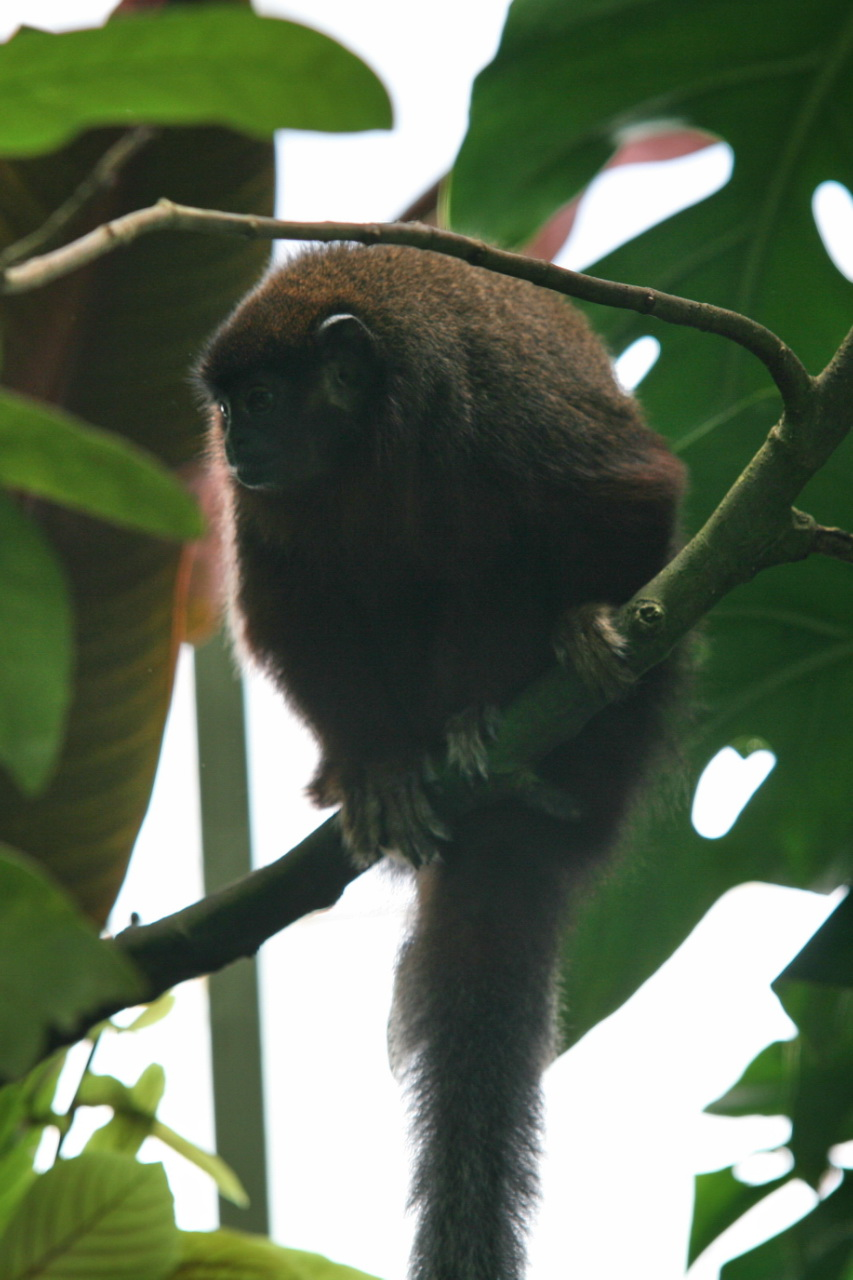
Рыжебрюхий прыгун (Callicebus moloch)

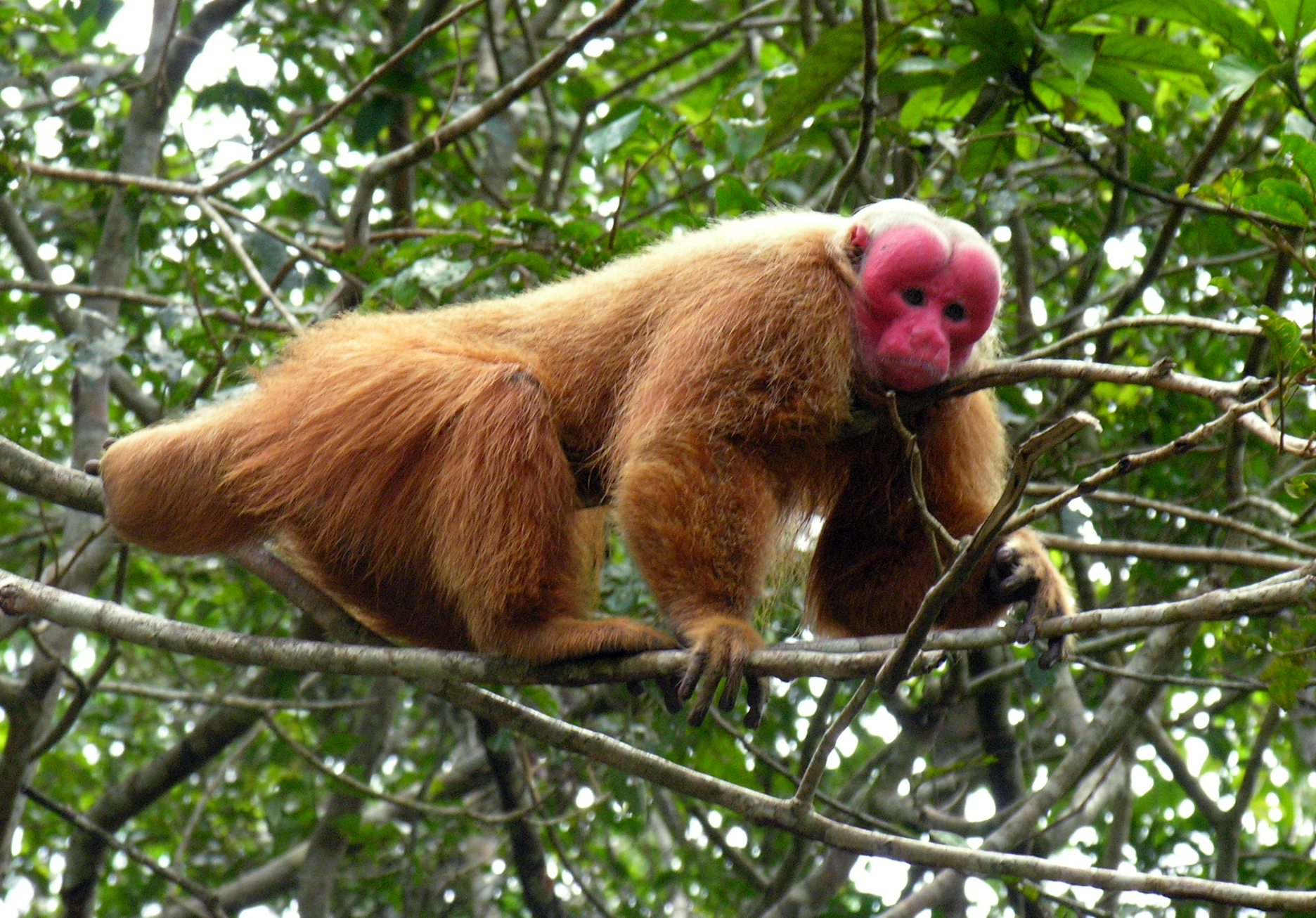
Лысый уакари (Cacajao calvus)

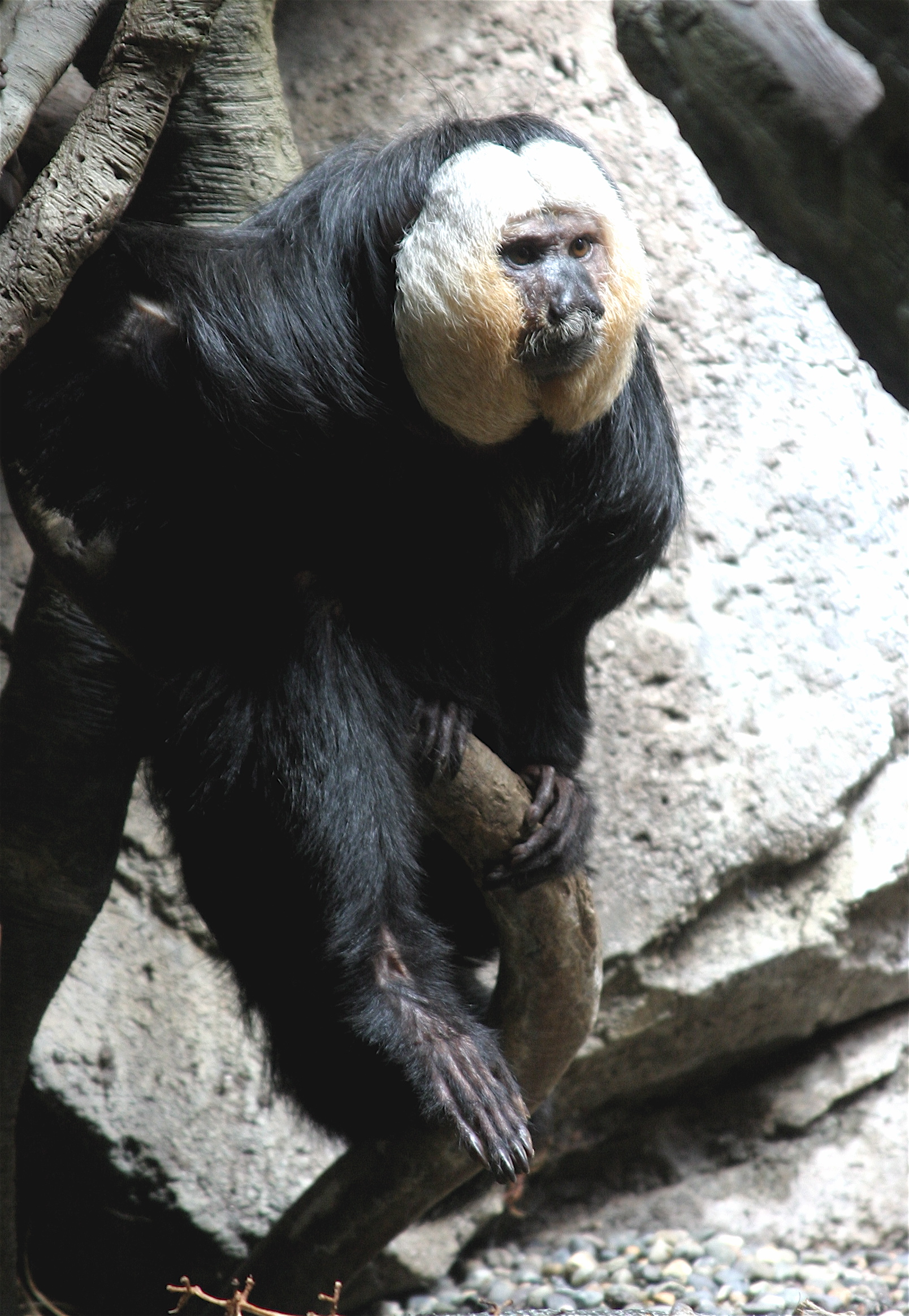
Бледный саки (Pithecia pithecia) является одним из наиболее известных видов семейства

Самыми близкими родственниками саковых, относимых к приматам Нового Света (Platyrrhini), являются паукообразные обезьяны (Atelidae). Саковых делят на шесть родов и более 60 видов, не считая вымерших антильских обезьян, состоявших в близком родстве к роду прыгунов. Названия приведены в соответствии с АИ. С 2016 года в подсемейство включают следующие современные роды и виды:
- Род Cheracebus Byrne et al., 2016
  - Cheracebus lucifer (Thomas, 1914)
  - Cheracebus lugens (Humboldt, 1811)
  - Cheracebus medemi (Hershkovitz, 1963) — Колумбийский прыгун
  - Cheracebus purinus (Thomas, 1927)
  - Cheracebus regulus (Thomas, 1927)
  - Cheracebus torquatus (Hoffmannsegg, 1807) — Ошейниковый прыгун, или воротничковый прыгун
- Род Callicebus Thomas, 1903 — Прыгуны
  - Callicebus barbarabrownae Hershkovitz, 1990 — Прыгун Брауна
  - Callicebus coimbrai Kobayashi & Langguth, 1999 — Прыгун Коимбры
  - Callicebus melanochir (Wied-Neuwied, 1820) — Восточнобразильский прыгун
  - Callicebus nigrifrons (Spix, 1823) — Чернолобый прыгун
  - Callicebus personatus (E. Geoffroy, 1812) — Атлантический прыгун, или черноголовый прыгун
- Род Plecturocebus Byrne et al., 2016
  - Plecturocebus aureipalatii (Wallace et al., 2006)
  - Plecturocebus baptista (Lönnberg, 1939) — Озёрный прыгун
  - Plecturocebus bernhardi (van Roosmalen et al., 2002)
  - Plecturocebus brunneus (Wagner, 1842) — Бурый прыгун
  - Plecturocebus caligatus (Wagner, 1842)
  - Plecturocebus caquetensis (Defler, Bueno & Garcia, 2010)
  - Plecturocebus cinerascens (Spix, 1823) — Чёрный прыгун
  - Plecturocebus cupreus (Spix, 1823) — Медный прыгун
  - Plecturocebus discolor (I. Geoffroy & Deville, 1848)
  - Plecturocebus donacophilus (D’Orbigny, 1836) — Гранчакский прыгун
  - Plecturocebus dubius  (Hershkovitz, 1988)
  - Plecturocebus hoffmannsi (Thomas, 1908) — Прыгун Хоффманса
  - Plecturocebus miltoni (Dalponte, Silva & Silva-Júnior, 2014)
  - Plecturocebus modestus (Lönnberg, 1939) — Боливийский прыгун
  - Plecturocebus moloch (Hoffmannsegg, 1807) — Рыжебрюхий прыгун, или прыгун-молох
  - Plecturocebus oenanthe (Thomas, 1924) — Перуанский прыгун
  - Plecturocebus olallae (Lönnberg, 1939) — Прыгун Оллалы
  - Plecturocebus ornatus (Gray, 1866) — Украшенный прыгун
  - Plecturocebus pallescens (Thomas, 1907) — Светлый прыгун
  - Plecturocebus stephennashi (van Roosmalen et al., 2002)
  - Plecturocebus toppini (Thomas, 1914)
  - Plecturocebus urubambensis (Vermeer & Tello-Alvorado, 2015)
  - Plecturocebus vieirai (Gualda-Barros, Nascimento & Amaral, 2012)
- Антильские обезьяны (Xenotrichini), группа вымерших приматов, существовавшая вероятно до начала нашей эры.
  - Ксенотрикс (Xenothrix mcgregori) †
  - Кубинская обезьяна (Paralouatta varonai) †
  - Гаитянская обезьяна (Antillothrix bernensis) †
- Какажао (Cacajao), или уакари, или какайо, или короткохвостые саки[3], отличаются коротким хвостом и безволосым лицом
  - Западный какажао (Cacajao calvus), или лысый уакари[3]
  - Черноголовый какажао (Cacajao melanocephalus), или черноголовый уакари[3]
  - Cacajao hosomi
  - Cacajao ayresi
- Красноспинные саки (Chiropotes) отличаются хохолком и бородкой
  - Красноспинный саки (Chiropotes albinasus)
  - Черноспинный саки (Chiropotes satanas)
  - Chiropotes chiropotes
  - Chiropotes israelita
  - Chiropotes utahickae
- Саки (Pithecia), отличаются мохнатой серо-чёрной шерстью
  - Экваториальный саки (Pithecia aequatorialis)
  - Белоногий саки (Pithecia albicans)
  - Pithecia cazuzai[4]
  - Pithecia chrysocephala[4]
  - Pithecia hirsuta[4]
  - Pithecia inusta[4]
  - Южный саки (Pithecia irrorata)
  - Pithecia isabela[4]
  - Pithecia milleri[4]
  - Pithecia mittermeieri[5]
  - Саки-монах (Pithecia monachus)
  - Pithecia napensis[4]
  - Бледный саки (Pithecia pithecia)
  - Pithecia pissinattii[5]
  - Pithecia rylandsi[5]
  - Pithecia vanzolinii[5]